# Episodi di Wolff, un poliziotto a Berlino (decima stagione)
Gli episodi della decima serie di "Wolff, un poliziotto a Berlino" sono stati trasmessi per la prima volta in Germania, tra il 13 febbraio e l'8 maggio 2002. In Italia, sono stati trasmessi, in prima visione, su Raidue, tra l'11 e il 24 giugno 2008, ad eccezione dell'episodio "Mio per sempre", inizialmente previsto per il 25 giugno 2008, ma poi non trasmesso per concomitanza con una diretta dalla Camera dei Deputati. L'episodio è stato poi trasmesso nella notte del 10 ottobre 2008.
| nº     | Titolo originale      | Titolo italiano       | Prima TV Germania | Prima TV Italia        |
| ------ | --------------------- | --------------------- | ----------------- | ---------------------- |
| 1-123  | Jeanette              | Janette               | 13 febbraio 2002  | 11 giugno 2008 - 14,40 |
| 2-124  | Tödliche Lektion      | Suicidio sospetto     | 20 febbraio 2002  | 12 giugno 2008 - 14,40 |
| 3-125  | Standrecht            | Spedizione punitiva   | 27 febbraio 2002  | 13 giugno 2008 - 14,40 |
| 4-126  | Wildwechsel           | Ritorno al passato    | 6 marzo 2002      | 16 giugno 2008 - 14,40 |
| 5-127  | Der Wiedergutmacher   | Un caso di coscienza  | 13 marzo 2002     | 17 giugno 2008 - 14,40 |
| 6-128  | Tausend kleine Helfer | Un lavoro particolare | 20 marzo 2002     | 18 giugno 2008 - 14,40 |
| 7-129  | Rollenspiele          | Crimini in divisa     | 27 marzo 2002     | 19 giugno 2008 - 14,40 |
| 8-130  | Sport ist Mord        | Vendetta di un padre  | 3 aprile 2002     | 20 giugno 2008 - 14,40 |
| 9-131  | Der Schutzengel       | L'angelo custode      | 10 aprile 2002    | 23 giugno 2008 - 14,40 |
| 10-132 | Ecstasy               | Il ragazzo rapito     | 24 aprile 2002    | 24 giugno 2008 - 14,40 |
| 11-133 | Trennungsmüll         | Mio per sempre        | 8 maggio 2002     | 10 ottobre 2008 - 1,25 |